# Gnophaela fulvicollis
Gnophaela fulvicollis là một loài bướm đêm thuộc phân họ Arctiinae, họ Erebidae.